# Alverin-citrát
Az Alverin-citrát egy gyógyszer hatóanyag, amit a funkcionális gasztro-intesztinális zavarok gyógyítására használnak. Ez a hatóanyag a simaizmokat relaxálja, elernyeszti. A szervezetben simaizmokként ismerjük a bél és a méh izmait, amik nem akaratlagos mozgásokat végeznek. Az Alverin ezeket az izmokat lazítja el, főleg a bél izmaira van azonnali hatással. Ezért megelőzi ezeknek az izmoknak a görcseit, ami általában az irritábilis bélszindrómára és a divertikulitisz emésztési zavarokra jellemző. A divertikulitisz emésztési zavarban az a jellemző, hogy kis táskák képződnek a bélfalban. Ezekbe a táskákba, redőkbe beletömődhetnek az élelmiszer-részecskék, ami begyulladhat és fájdalmakat okozhat. Az irritábilis bélszindrómában (IBS) a bél izmok a normális működésükből veszítenek. Az izomgörcsök olyan tüneteket eredményezhetnek, mint például a gyomorégés, hasi fájdalmak és puffadás, székrekedés vagy hasmenés. Relaxálva a bél izmokat az Alverin-citrát, enyhíti mindezen tüneteket. Az Alverin ugyanilyen relaxáló hatással van a méh (uterus) simaizmaira is. Ezért fájdalmas menstruációk enyhítésére is használatos, a dysmenorrheában, amikor a méh simaizmai görcsölnek ezáltal fájdalmat okozva.
Az Alverin-citrát hatóanyag, Magyarországon megtalálható a Meteospasmyl nevű görcsoldó gyógyszer hatóanyagai között.

## Ajánlott oldalak
https://web.archive.org/web/20150402160236/http://www.sagerpharma.hu/20110509_meteospasmyl_lagy_kapszula

## Fordítás
- Ez a szócikk részben vagy egészben  az   Alverine című angol Wikipédia-szócikk ezen változatának fordításán alapul.  Az eredeti cikk szerkesztőit annak laptörténete sorolja fel. Ez a jelzés csupán a megfogalmazás eredetét és a szerzői jogokat jelzi, nem szolgál a cikkben szereplő információk forrásmegjelöléseként.